# Soós Lajos (költő)
Soós Lajos (Csajág, 1856. augusztus 7. – Budapest, 1902. július 2.) magyar költő.

## Élete
A Pápai Református Kollégium jogi fakultásán tanult, az önképzőkörben kezdett verseket írni. Ígéretes tehetségnek indult, verseit rendszeresen közölték a megyei és dunántúli lapok. Devecserben törvényszéki jegyző, majd Tordán, Komáromban és Budapesten közigazgatási tisztviselő.
Csajágon nevelkedett, de már fiatal korában átjárt a nagybátyjához Balatonkenesére, és szabadideje nagy részét ott töltötte. A költészetnél már csak édesanyját szerette jobban akik férjével Csajágon maradtak. Soós Lajos édesapja halála után az édesanyjával Kenesére költözött.
Azonban, miután 1901. május 23-án, 83 évesen az édesanya is meghalt, Soós Lajos nem találta már meg a nyugalmat Kenesén sem, így felment Pestre, mondván hogy a nagy nyüzsgés majd eltereli a gondolatait és sikerül kilábalnia a fájdalomból. 
Nem élt már Pesten sokat, mert nem bírta a magányt, és öngyilkos lett, majd kívánsága szerint Balatonkenesén temették el.
1927-ben a Balatoni Szövetség a balatonkenesei Magas parton obeliszket állított emlékére. Nevét viseli a település körüli hegyek egyike, a Soós-hegy.